# André-Damien-Ferdinand Jullien
André-Damien-Ferdinand Jullien P.S.S. (ur. 25 października 1882 w Pelussin, zm. 11 stycznia 1964 w Rzymie), francuski duchowny katolicki, kardynał, dziekan Roty Rzymskiej. 

## Życiorys
Święcenia kapłańskie przyjął 1 października 1905 roku w Lyonie. Studiował na Papieskim Rzymskim Ateneum Św. Apolinarego. Od 15 września 1922 roku był audytorem Roty Rzymskiej, zaś 30 października 1944 roku otrzymał nominację na dziekan Roty Rzymskiej. Na konsystorzu 15 grudnia 1958 roku papież Jan XXIII wyniósł go do godności kardynalskiej z tytułem diakona San Giorgio in Velabro. 5 kwietnia 1962 roku mianowany arcybiskupem tytularnym Corone. Konsekrowany 19 kwietnia 1962 roku w bazylice św. Jana na Lateranie przez Jana XXIII przy udziale kard. Giuseppe Pizzardo i kard. Benedetto Aloisi Masella. Brał udział w obradach Soboru Watykańskiego II w latach 1962–1963. Uczestnik konklawe w roku 1963, które wybrało Pawła VI. Zmarł w Rzymie i tam go pochowano. 